# Axamer Lizum

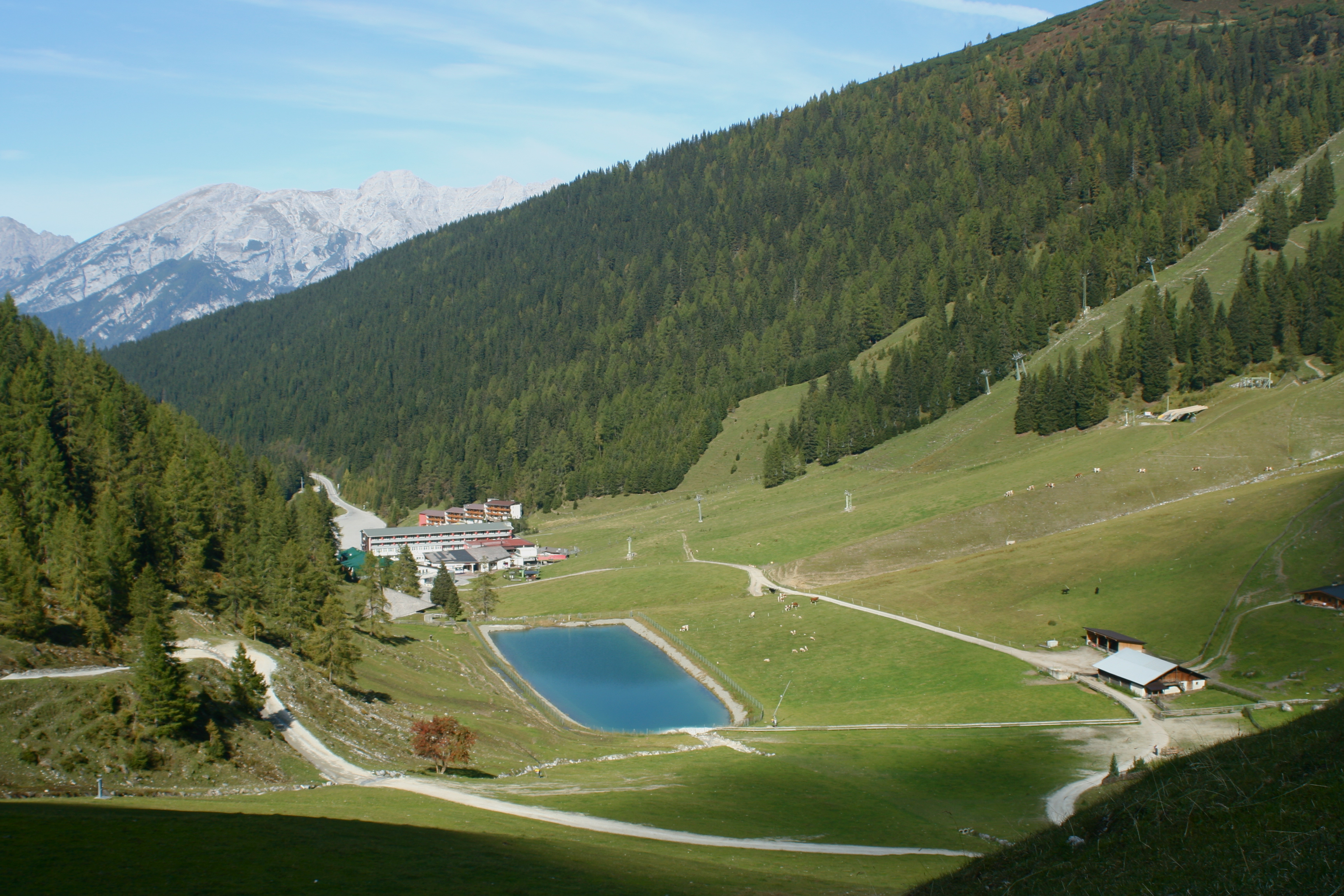
Axamer Lizum.

Axamer Lizum est une station de sports d'hiver autrichienne, située à une vingtaine de kilomètres sud-ouest d'Innsbruck dans la commune d'Axams. La station se situe à environ 1 550 mètres d'altitude. Elle a accueilli les épreuves de ski alpin (à part la descente masculine) lors des Jeux olympiques d'hiver de 1964 et de 1976,.